# Das Flirren am Horizont (Roman)
Das Flirren am Horizont (Originaltitel: «Le Milieu de l’horizon») ist ein Roman von Roland Buti aus dem Jahr 2013. Im Jahr 2019 erschien die Verfilmung.

## Handlung
1976 herrscht Dürre in Europa. Den Hof auf dem der 13-Jährige Gus in der französischen Schweiz lebt trifft es besonders hart: der Familienvater hat Hühnerzucht betrieben und die Küken sterben nun in der Hitze.
Die Mutter quartiert währenddessen eine Fremde auf dem Hof ein, die sich als ihre Geliebte herausstellt. Dies führt nach einem Wutausbruch des Vaters dazu, dass die Mutter die Familie verlässt. Gus trifft dies hart und so ist er wütend auf sie. Er verbringt daraufhin mehr Zeit mit einem Mädchen namens Madeleine.
Da sein Vater zunehmend mehr trinkt, muss Gus sich um die Versorgung der Tiere kümmern.
Nachdem immer mehr Hühner wegen der Hitze sterben, bricht schließlich ein Gewitter aus. Bei diesem wird der geistig zurückgebliebene Knecht Rudy, ein enger Freund von Gus, von einem Balken erschlagen. Für Gus ist dieser Sommer das Ende seiner Kindheit.

## Auszeichnungen
- Schweizer Literaturpreis 2014[1]
- Publikumspreis der RTS 2014[2]

## Ausgaben
- Roland Buti: Das Flirren am Horizont. Nagel & Kimche, Zürich 2014, ISBN 978-3-312-00636-6
- Roland Buti: Le Milieu de l’horizon. Éditions Zoé, Genève 2013, ISBN 978-2-88182-894-2